# Melegena emarginata
Melegena emarginata är en skalbaggsart som beskrevs av Holzschuh 1993. Melegena emarginata ingår i släktet Melegena och familjen långhorningar. Inga underarter finns listade i Catalogue of Life.